# Cleorodes ziczagaria
Cleorodes ziczagaria är en fjärilsart som beskrevs av Franz Paula von Schrank 1802. Cleorodes ziczagaria ingår i släktet Cleorodes och familjen mätare. Inga underarter finns listade i Catalogue of Life.